# On-Base Plus Slugging
On-Base Plus Slugging (Abkürzung: OPS) ist eine Metrik in der Baseballstatistik, die verschiedene Leistungsparameter vereint und neben dem Batting Average eine der wichtigsten Metriken ist, um die individuelle Spielstärke eines Batters zu beschreiben. OPS wird auch in Bezug auf Pitcher verwendet, um zu beschreiben, welche Ergebnisse Batter gegen diesen Pitcher erzielten.

## Berechnung
Der OPS-Wert stellt die Summe zweier Metriken dar, welche separat berechnet werden: On-Base Percentage (OBP) und Slugging Percentage (SLG).

### On-Base Percentage (OBP)
Der OBP-Wert gibt an, in wie vielen Fällen der Batter je Plate Appearance (ohne Berücksichtigung von Errors und Fielder's Choices) die erste Base erreicht. Die Formel für OBP ist:
{\displaystyle OBP={\frac {H+BB+HBP}{AB+BB+HBP+SF}}}
Sac Bunts sind von der OBP-Wertung ausgenommen.
Der Unterschied zum Batting Average ist, dass ein Batter, der gut darin ist, Balls als solche zu erkennen und diese nicht zu schlagen, um Walks herauszuholen, seinen OBP-Wert erhöhen kann, während Walks für den Batting Average neutral sind, da ein Walk nicht als At-Bat zählt. Außerdem verringern Sac Flies den OBP-Wert, während sie sowohl für den SLG-Wert als auch für den Batting Average keine Bedeutung haben.

### Slugging Percentage (SLG)
Der SLG-Wert gibt die je At-Bat durchschnittlich erreichte Anzahl Bases an. Durch Extra-Base Hits, also Hits, bei denen mehr als eine Base erzielt wird (also auch Home Runs), kann hier ein höherer Wert erzielt werden.
Es gilt folgende Formel:
{\displaystyle SLG={\frac {TB}{AB}}}
TB (Total Bases) steht für die insgesamt bei At-Bats erreichten Bases, wobei ein Home Run als vier Bases zählt. Walks haben, wie beim Batting Average auch, keinen Einfluss.
Der Slugging-Wert wird somit ähnlich berechnet wie der Batting Average, berücksichtigt jedoch die Fähigkeit des Batters, Extra-Bases zu schlagen. Mittels {\displaystyle {\frac {SLG}{BA}}} kann die durchschnittlich erreichte Anzahl Bases pro Hit berechnet werden.

### On-Base Plus Slugging (OPS)
Der OPS-Wert entspricht der Summe beider Werte:
{\displaystyle OPS=OBP+SLG}
Der theoretisch mögliche Höchstwert für OPS liegt bei 5 (= ausschließlich Home Runs), nämlich 1 bei OBP und 4 bei SLG.
Wie beim Batting Average auch, werden Bases, die nur aufgrund eines Errors oder Fielder's Choice erreicht werden, nicht angerechnet; diese Ereignisse zählen somit, wie Outs auch, gegen beide Teilwerte des OPS-Wertes.

## Vergleich
Diese Tabelle verdeutlicht den Unterschied der Auswirkung verschiedener Ereignisse auf unterschiedliche Baseballstatistiken:
| Ereignis                                          | Auswirkung auf OBP | Auswirkung auf SLG                | Auswirkung auf OPS                    | Auswirkung auf Batting Average |
| ------------------------------------------------- | ------------------ | --------------------------------- | ------------------------------------- | ------------------------------ |
| Out, Strikeout, GIDP, Error oder Fielder's Choice | Negativ (0)        | Negativ (0)                       | Negativ (0)                           | Negativ (0)                    |
| Hit                                               | Positiv (1)        | Positiv (Anzahl erreichter Bases) | Positiv (1 + Anzahl erreichter Bases) | Positiv (1)                    |
| Walk (BB), Hit by Pitch (HBP)                     | Positiv (1)        | Neutral                           | Positiv (1)                           | Neutral                        |
| Sac Bunt (SH)                                     | Neutral            | Neutral                           | Neutral                               | Neutral                        |
| Sac Fly (SF)                                      | Negativ (0)        | Neutral                           | Negativ (0)                           | Neutral                        |

## Typische Werte
Durchschnittliche Batter in der MLB erzielen OPS-Werte um 0,75; Werte größer als 1 sind extrem selten. Zu beachten ist, dass selbst bei einem sehr guten Batter mit OPS > 1 ein Walk (oder Hit by Pitch) den OPS-Wert nicht nach unten zieht, da diese Ereignisse nur die OBP-Teilbewertung beeinflussen (nach oben, da das Maximum für OBP prinzipbedingt bei 1 liegt), während sie für den Slugging-Wert (der größer als 1 sein kann) neutral sind.